# Сент-Пол-Капистер
Сент-Пол-Капистер (англ. Saint Paul Capisterre Parish) — один из 14 округов (единица административно-территориального деления) государства Сент-Китс и Невис. Расположен на острове Сент-Китс. Административный центр и крупнейший город — Сент-Паул-Капестер. Площадь 13,8 км², население 2 460 человек (2001).